# Kalinovka (raïon de Khomoutovka)
Kalinovka est une petite ville située au sud-ouest de la Russie dans le raïon de Khomoutovka de l'oblast de Koursk.

## Géographie
La ville compte 1262 habitants en 2010. C'est une zone rurale riche en minerai de fer et situé sur la frontière avec l'Ukraine. Les terrains de la commune sont situés à une altitude moyenne de 169 mètres.

## Histoire
Pendant la bataille de Koursk en 1943, la ville connait de violents affrontements. L'infanterie russe fait de nombreuses victimes parmi les forces de Panzergrenadiers allemands qui occupent brièvement la ville, y compris le commandant de la Panzergrenadier-Division Großdeutschland, le colonel von Strachwitz,.
Elle est la ville de naissance de Nikita Khrouchtchev.